# Mélanie Plust
Mélanie Plust, née le 6 octobre 1989 à Condé-sur-l'Escaut (Nord), est une joueuse française de basket-ball. Elle joue principalement au poste d'arrière.

## Biographie
Bonne tireuse à trois points, elle quitte son club formateur de Saint-Amand pour passer deux saisons à Nantes-Rezé Basket. La dernière étant décevante, elle signe pour 2012 à Challes.
Après l'arrêt du haut niveau par Challes, elle fait partie de la seconde vague de joueuses à intégrer Lyon, en août 2012.
Elle figure dans la présélection de l'équipe de France pour l'Euro 2013. Après sa meilleure saison statistique en 2014 (8,8 points avec une adresse de 45,7 % à deux points, 2,8 rebonds, 1,7 interception et 1,5 passe décisive pour 8,6 d’évaluation), elle prolonge son contrat à Lyon.
En 2014, elle est présélectionnée en Équipe de France, mais n'est pas conservée dans la sélection finale qui doit disputer le championnat du monde.
Après plusieurs saisons à Lyon, elle le quitte à l'été 2018 puis enchaîne deux piges lors de la saison LFB 2018-2019 avec Mondeville (5 rencontres) à l'automne 2018 puis avec le Hainaut au début de 2018.

## Clubs
| Saisons   | Équipe                               | Pays   |
| 2000-2003 | Saint-Amand                          | France |
| 2003-2004 | Pôle espoir Wattignies / Saint-Amand | France |
| 2004-2007 | Centre Fédéral                       | France |
| 2007-2008 | Saint-Amand                          | France |
| 2009-2009 | Saint-Amand Hainaut Basket           | France |
| 2009-2011 | Nantes-Rezé                          | France |
| 2011-2012 | Challes-les-Eaux Basket              | France |
| 2012-2018 | Lyon                                 | France |
| 2018-2019 | USO Mondeville                       | France |
| 2018-2019 | Saint-Amand                          | France |

## Palmarès

### Jeunes
- Médaille d'or au championnat d'Europe U20 2009[8].
- Médaillée d'argent à l'Euro Cadettes en 2005

### Club
- Vainqueur du Challenge Round LFB en 2010, 2011[9] et 2014[10]